# Aeroporto Campo de Marte
O Aeroporto Campo de Marte (IATA: RTE, ICAO: SBMT) é um aeroporto brasileiro, localizado na zona norte da cidade de São Paulo, no bairro de Santana, no distrito homônimo.
Foi o primeiro terminal aeroportuário de São Paulo, e um dos mais antigos aeroportos do Brasil, sendo que hoje não conta mais com linhas comerciais regulares, predominando o tráfego de helicópteros e aviões de pequeno porte, particulares ou de empresas de Táxi aéreo, a denominada área de aviação geral. Apresenta a maior frota de helicópteros do Brasil e sua infraestrutura permite que São Paulo abrigue a maior frota do mundo desse tipo de aeronave, tendo superado a de Nova York. O aeroporto é mais do que uma instalação aeronáutica; é um testemunho vivo da história da aviação em São Paulo e no Brasil. Sua trajetória reflete as complexas mudanças políticas, sociais e tecnológicas que moldaram o país ao longo do século XX, mantendo-se como um ponto de interesse para entusiastas da aviação e historiadores, simbolizando progresso e inovação na cidade de São Paulo.
Atualmente se trata de um aeroporto compartilhado, com parte da área física sob controle do Comando da Aeronáutica e outra sob a administração da PAX Aeroportos.

## História
O aeroporto é um marco histórico na aviação brasileira e o primeiro aeroporto da capital paulista e um dos primeiros do país. A história da região remonta a 1906, quando o local, então uma várzea alagadiça, era utilizado como espaço para exercícios militares de infantaria e cavalaria da Força Pública do Estado de São Paulo, entidade que mais tarde se tornaria a Polícia Militar. Para proporcionar um treinamento de alta qualidade, foram contratados instrutores do exército francês, que, ao observarem o grande terreno descampado, apelidaram a região de "Champs de Mars", em homenagem à área francesa de mesmo nome. Esta nomenclatura foi traduzida literalmente pelos militares paulistas para "Campo de Marte", nome que perdura até hoje.
Em 1920, o governo estadual, em parceria com o alto comando da Força Pública, decidiu criar uma escola de aviação militar no Campo de Marte. Esta iniciativa visava fortalecer as defesas da cidade e preparar soldados para as necessidades do exército brasileiro. O local foi escolhido para a pista de operações das aeronaves devido à sua proximidade com o Quartel da Luz e por já estar à disposição da corporação. Os primeiros alunos do curso de preparação para pilotagem aérea eram integrantes da cavalaria e tiveram como professor um piloto americano.
Em São Paulo, havia algumas pistas de pouso, mas apenas um único aeródromo, o Campo de Marte em Santana, inaugurado em 1929. Foi desse local que decolaram os primeiros aviões ingleses para três passageiros da Viação Aérea São Paulo – VASP.
Infelizmente, a escola foi fechada após um ano devido à falta de recursos. No entanto, em 1925, alguns aviadores se reorganizaram e conseguiram reabrir a escola com algum recurso e apoio político, o que foi crucial para sua longevidade. A escola formou os alunos que constituíram a esquadrilha da aviação da Força Pública do Estado, também conhecida como “Bandeirantes do Ar”. Esta esquadrilha foi de extrema importância para o desenvolvimento da aviação no interior do Estado e em vários estados do país. Suas missões de exploração e o estabelecimento de rotas aeronáuticas difundiram a aviação e promoveram a abertura de diversos aeródromos e aeroportos pelo interior de São Paulo e em estados como Paraná, Mato Grosso, Minas Gerais e Goiás. Com o apoio irrestrito do poder público e dos militares, a Força Pública crescia em um ritmo importante, auxiliando também no desenvolvimento da aviação civil, um modal de transporte crucial para São Paulo. Ainda na década de 1920, foi criada dentro do Campo de Marte a Empresa Aeronáutica Ypiranga, de propriedade de Fritz Roesler e Thereza Di Marzo, primeira aviadora brevetada brasileira. Nos hangares da Força Pública, através do mecânico e aviador americano Orthon W. Hoover, foi fabricado o primeiro avião paulista, que recebeu o nome de São Paulo e se tornou o mascote da esquadrilha.

Nos anos 30, São Paulo já não era mais aquela pequena cidade do século XIX. Sua população havia mais que triplicado, passando de 64.934 habitantes em 1890 para 1.060.120 em 1934. Embora seu desenvolvimento tenha sido mais lento em comparação com cidades do norte do país ou mesmo com o Rio de Janeiro, sua evolução esteve sempre ligada à expansão das vias de comunicação. Inicialmente, a cidade cresceu acompanhando os caminhos que levavam ao sertão e ao litoral. Posteriormente, no final do século XIX, as ferrovias se tornaram fundamentais para o comércio, especialmente do café, e para o desenvolvimento econômico. Com o crescimento da cidade, o transporte ferroviário já não era suficiente para atender ao fluxo de pessoas que demandavam a capital, e o ritmo das locomotivas não acompanhava mais o ritmo de crescimento da cidade. Um novo meio de transporte, os aviões, começava a atrair a atenção e o desejo de homens ousados. 
O aeroporto alvo de um ataque aéreo pesado, pois seus pilotos haviam sido convocados para integrar o Movimento Constitucionalista, juntamente com outros aviadores militares que haviam aderido à causa. Terminada a contenda, todos os aviões do Campo de Marte foram levados para o Campo dos Afonsos, no Rio de Janeiro. Durante a Revolução Constitucionalista de 1932, o avião se tornou uma potente e indispensável arma de guerra. De um lado estavam as esquadrilhas legalistas e do outro, em São Paulo, alguns aviadores formaram o Grupo Misto de Aviação Bandeirante, que incluía a esquadrilha dos “Gaviões de Penacho”, composta por valorosos pilotos de combate. Este grupo era um conjunto único de aviadores do exército, favoráveis à causa paulista, com antigos integrantes da extinta esquadrilha da Força Pública e alguns pilotos voluntários, fazendo do Campo de Marte o quartel general dos aviadores constitucionalistas. Com o fim da guerra civil brasileira e a consequente derrota de São Paulo, o potencial estratégico do Campo de Marte não foi desprezado.
Novas empresas ligadas ao setor aeronáutico surgiram intensamente, gerando novas oficinas, empregos e desenvolvimento para o setor aéreo do Brasil. Surgiram escolas particulares de aviação, e o aeroporto viu nascer o voo de planador e a primeira escola de paraquedismo do país. Além do peso comercial das viagens feitas a partir dele, o local se destacava por apresentações aéreas, circos voadores e shows aéreos, atraindo multidões de curiosos para assistir à ousadia dos pilotos e à sincronia das esquadrilhas. Apesar das mudanças, o tratamento entre militares e aviadores civis foi de extrema educação, respeito e simpatia, permitindo que o desenvolvimento da aviação civil continuasse, mesmo com os conflitos da época. No ano de 1931, após muitas conversas, foi fundado o Aeroclub de São Paulo com sua tradicional escola de aviação civil. Os primeiros instrutores eram oficiais e sargentos aviadores do exército, que ensinavam voluntariamente, movidos por ideais de progresso da aviação civil. Esta escola era a segunda do Brasil, ficando atrás apenas do Aeroclub Brasileiro, fundado no Rio de Janeiro.
No entanto, a grande enchente de 1929 (maior inundação da história da cidade), dos danos causados pelos ataques aéreos e a interdição do local em 1934 pelo governo revolucionário de Getúlio Vargas, devido à participação do estado na Revolução de 1932, levaram ao início de estudos técnicos para a escolha de um sítio alternativo. O sítio escolhido foi Congonhas inaugurado em 1936, os bairros Brooklin e Indianópolis também foram cogitados na época. Em 12 de novembro de 1933 houve uma cerimônia, na qual inauguraram-se voos para o interior paulista com a VASP, com duas rotas; uma para São José do Rio Preto com escala em São Carlos, e outra para Uberaba com escala em Ribeirão Preto, o que veio implementar em 1934, o Parque Aeronáutico, que ocupou uma boa parcela da área do Campo de Marte.
Com a criação do Ministério da Aeronáutica em 1941, as instalações militares do Campo de Marte passaram a fazer parte da Força Aérea Brasileira, incluindo o Centro Logístico da Aeronáutica. O local continuou a reforçar sua tradição aeronáutica com eventos como a fabricação do avião EAY-201, que deu origem ao lendário avião de treinamento Paulistinha CAP-4.
Na década de 1950, o Campo de Marte se destacou ainda mais com a realização de grandes feitos aeronáuticos. Em 1952, foi palco da maior revoada de aviões esportivos da América Latina, quando 270 aeronaves de pequeno porte partiram para Buenos Aires, sendo recebidas pelo presidente da Argentina. Este evento consolidou o Campo de Marte como o aeroporto mais movimentado e de maior concentração de aviação geral do Brasil e, possivelmente, da América Latina. Além disso, o aeroporto passou a abrigar o imprescindível apoio da polícia civil e militar da cidade. O Campo de Marte também foi o ponto de partida para voos históricos de aviadores renomados, como Ada Rogato, brasileira conhecida internacionalmente por ser a primeira mulher a obter licença como paraquedista, a primeira volovelista (piloto de planador) e a terceira a se brevetar em avião. O aeródromo, envolto em um carisma de tradição, foi palco de partida e chegada de dezenas de raides pioneiros e revoadas fantásticas, como a revoada internacional do Quarto Centenário da cidade de São Paulo, que reuniu aviões de vários países da América do Sul.
Em 1958, a prefeitura de São Paulo iniciou uma disputa judicial, que ainda persiste, para retomar o controle do Campo de Marte. Apesar disso, o local continua a ser um importante centro de aviação geral, com a possibilidade de expansão para ajudar a desafogar os aeroportos de Congonhas e Guarulhos, demonstrando seu valor estratégico e logístico. Nove anos depois, em 26 de outubro, um grande incêndio destruiu o hangar Santos Dumont, que pertencia ao Aeroclube de São Paulo. Cerca de 26 aeronaves P-56 Paulistinha foram consumidas pelo fogo. O Aeroclube estimou o prejuízo em torno de 1 bilhão de cruzeiros velhos, o que nos dias de hoje seria algo equivalente a pouco mais de 3,2 milhões de reais.
Durante a década de 1980, o Aeroporto Campo de Marte continuou a ser um importante centro de aviação geral em São Paulo. Nesta época, o aeroporto enfrentou desafios relacionados à sua localização em uma área densamente povoada, o que limitava sua expansão física. No entanto, o Campo de Marte manteve sua relevância como um hub para helicópteros e aviação executiva, além de abrigar escolas de aviação e clubes aéreos. Nos anos 1990, o Campo de Marte viu um aumento significativo na aviação executiva, com um crescimento no número de voos de helicópteros, especialmente devido ao aumento do tráfego e congestionamento nas ruas de São Paulo. Este período também foi marcado por discussões sobre a necessidade de modernização das instalações para atender melhor às demandas crescentes da aviação geral.
A década de 2000 trouxe novas discussões sobre o futuro do Campo de Marte.  Com o crescimento contínuo da cidade de São Paulo e a saturação dos aeroportos de Congonhas e Guarulhos, houve debates sobre a possibilidade de expandir o Campo de Marte para aliviar a pressão sobre os outros aeroportos da cidade. No entanto, a localização do aeroporto em uma área urbana densa continuou a ser um ponto de controvérsia, com preocupações sobre o impacto ambiental e o ruído. Durante este período, o Campo de Marte também enfrentou questões legais e administrativas, incluindo a disputa judicial com a prefeitura de São Paulo sobre o controle do terreno, que já durava décadas. Apesar dessas controvérsias, o aeroporto manteve sua importância estratégica para a aviação geral e continuou a ser um ponto vital para operações de helicópteros e voos executivos.
Durante a década de 2010, o Aeroporto Campo de Marte continuou a desempenhar um papel significativo na aviação geral em São Paulo, apesar de não ser um dos principais aeroportos comerciais da cidade. A disputa judicial entre a prefeitura de São Paulo e o governo federal sobre o controle do terreno do Campo de Marte continuou a ser um tema recorrente. Nessa década um projeto para desativação do aeroporto feito pela Agência Nacional de Transportes Terrestres, que pretendia desativar o aeroporto para a construção do terminal do Trem de Alta Velocidade Rio-São Paulo que ligaria São Paulo ao Rio de Janeiro e a Campinas. O ministro da Defesa na época Nelson Jobim afirmou que o Campo de Marte sofreria alterações, como a transfomação para heliponto, já que o tráfego dessas aeronaves correspondia à  64% do total na década.  A estação seria subterrânea e terreno servirá também de pátio de operações ferroviárias, um parque, além de permitir a ampliação do centro de exposições do Anhembi. A previsão era que a desativação ocorresse até 2014, ano da Copa do Mundo.
A ligação entre o Campo de Marte e o Metrô primeiramente seria por uma passagem subterrânea até a estação Carandiru da linha 1-Azul do metrô. Porém em 2011 foi proposto o prolongamento da Linha 4 do Metrô de São Paulo, que passaria pela Ponte Pequena, Marginal Tietê até chegar ao Campo de Marte.
A Pax Aeroportos, uma empresa nascida no setor de private equity e controlada pela XP Asset Management, assumiu a concessão do Aeroporto Campo de Marte em São Paulo por um período de 30 anos, a partir de 15 de agosto de 2023. Este movimento é parte de uma estratégia para impor seu estilo próprio na gestão de aeroportos e fazer sua tese de investimento "decolar" entre os fundos de investimento. Com na modernização e melhoria da eficiência, a Pax planeja implementar novos sistemas de gestão aeroportuária, melhorando processos de pagamentos, limpeza, segurança e execução de obras. Um compromisso importante com a Agência Nacional de Aviação Civil (Anac) é a melhoria da sinalização da pista e, dependendo da demanda futura, a construção de uma nova pista.
O grande interesse da empresa, no entanto, está nas oportunidades comerciais que o aeroporto oferece. Situado próximo ao Sambódromo e ao Distrito Anhembi, o aeroporto tem potencial para a abertura de lojas, serviços e restaurantes. Atualmente, um shopping já contribui para a receita do aeroporto. Em um primeiro momento, a prioridade será para comércios que atendam à população local, excluindo projetos voltados ao mercado de luxo, que é o público-alvo dos voos executivos.  Para aumentar a receita, a Pax planeja um remanejamento gradual dos hangares situados próximos às avenidas Braz Leme e Olavo Fontoura, abrindo espaço para projetos comerciais nesses locais. Este processo será conduzido com diálogo, respeitando os contratos vigentes, que em sua maioria vencem entre 2025 e 2028. Além das melhorias imediatas, a Pax estuda o mercado de veículos elétricos voadores, os chamados eVTOLs, que podem se tornar uma parte significativa das operações no aeroporto. A empresa busca não apenas modernizar o aeroporto, mas também posicioná-lo como um hub inovador na aviação geral e executiva.

### Acidentes e incidentes
- 1974 - No dia 17 de abril, por volta das 09h30, um monomotor Piper PA-28-140, de matrícula PT-IZT, decolou do aeroporto, mas segundos depois precisou fazer um pouso de emergência na avenida Santos Dumont. De acordo com os 2 ocupantes, que nada sofreram, o avião sofreu uma pane no motor.[30]
- 1979 - Em 15 de novembro, por volta das 09h30, um monomotor Embraer Corisco, de matrícula PT-NNX, sofreu um acidente na Serra do Ajuá, município de Caieiras, 15 minutos após a decolagem do Campo de Marte. Os 4 ocupantes a bordo sofreram lesões fatais.[31][32]
- 1980 - Por volta do meio-dia de 14 de outubro, um bimotor Embraer Bandeirante da Força Aérea Brasileira, de matrícula FAB2143, quando tentava decolar, derrubou um muro, atravessou as duas pistas da avenida Santos Dumont e parou sobre um canteiro. O voo tinha como destino Natal, no Rio Grande do Norte. Os ocupantes sofreram apenas escoriações.[33]
- 1982 - No final da tarde de 18 de julho, duas aeronaves se chocaram, em voo, na Serra da Cantareira. O choque aconteceu entre um Embraer Corisco, de matrícula PT-NDX e um Piper PA-28-140 Cherokee, de matrícula PT-IZL, este pertencente ao Aeroclube de São Paulo. A hélice do Corisco atingiu a cauda do Cherokee, danificando o profundor. O Cherokee ainda conseguiu voar até próximo a antiga cabeceira 11 do aeroporto, mas caiu em um campo de futebol no Jardim São Bento, ficando totalmente destruído. Os 2 ocupantes do Piper faleceram na queda, já o Embraer conseguiu pousar em segurança.[34]
- 1983 - Em 5 de fevereiro, um avião monomotor Cessna 185, de matrícula PT-KCA, caiu na praça Orlando Silva, no Jardim São Paulo instantes após a decolagem. O avião tinha como destino Ituiutaba, em Minas Gerais. Os 4 ocupantes sofreram ferimentos graves.[35]
- 1984 - No dia 17 de janeiro, sete pessoas morreram com a queda de um avião bimotor Piper Navajo, de matrícula PT-IMF, pertencente à empresa Táxi Aéreo Candeias, de Rondônia. O acidente atingiu três casas no bairro do Carandiru. A aeronave caiu pouco tempo depois de levantar voo do Campo de Marte. Tinha como destino Porto Velho, RO com uma parada em São José do Rio Preto, no interior de São Paulo.[36]
- 1987 - Por volta das 13 horas do dia 16 de outubro, um avião monomotor Embraer Sertanejo, de matrícula PT-EOJ, após decolar do aeroporto, precisou realizar um pouso forçado a cerca de 50 metros do Hospital de Força Aérea de São Paulo (HFASP). O destino do voo era Campinas. Os 3 passageiros não sofreram lesões graves.[37]
- 1989 - Na manhã do dia 7 de dezembro, um avião monomotor Cessna 150, de matrícula PT-LHF, proveniente de Dois Córregos (interior paulista), precisou realizar um pouso de emergência na Marginal Tietê quando já estava se preparando para o pouso no aeroporto. A manobra só obteve êxito, pois contou com a ajuda de um caminhoneiro, que ao perceber que o avião pousaria, começou a dirigir em zigue-zague a fim de bloquear a via. O piloto, que estava sozinho, relatou que o motor parou de funcionar.[38]
- 1995 - Em 24 de novembro, um avião monomotor Cessna 210, de matrícula PT-OLD, durante a decolagem, após a saída do solo e com os trens de pouso em processo de recolhimento, as pás da hélice tocaram a pista. Após o toque, a aeronave curvou-se à direita colidiu com um poste de baixa tensão. Todos os 6 ocupantes faleceram. O voo tinha como destino Sorocaba.[39]
- 1997 - No dia 15 de outubro, um monomotor Aero Boero AB-115, de matrícula PP-GPW, do Aeroclube de São Paulo, fez um pouso forçado na Marginal Tietê após ter decolado da pista 30. O avião tinha como destino Jundiaí. Os dois ocupantes saíram ilesos.[40]
- 2003 - Em 25 de outubro, um helicóptero Robinson R22, de matrícula PP-MIL, sofreu uma queda durante um exercício de auto-rotação de 180 graus para a pista de pouso, no sentido da cabeceira 30, houve, próximo ao solo, a perda de controle da aeronave, seguida de violenta colisão com a pista. Imediatamente após a colisão ocorreu um incêndio. O instrutor morreu no local do acidente, já o aluno foi levado ao hospital em estado grave.[41]
- 2004 - No fim da tarde do dia 1 de abril, um avião monomotor Cessna 150, de matrícula PT-KYB, estava voltando para o aeroporto após realizar um voo de instrução, porém próximo ao pouso o avião sofreu uma "pane seca" devido a um erro no cálculo de combustível, e precisou fazer um pouso de emergência na avenida João Paulo I, zona norte da cidade. Aluno e instrutor saíram ilesos.[42]
- 2006 - Na manhã do dia 2 de janeiro, um avião bimotor Piper Seneca, de matricula PT-WRT, colidiu-se com a Serra da Cantareira poucos minutos antes do pouso. O avião havia decolado de Campo Grande, MS, às 5h30, com destino ao Aeroporto Campo de Marte. Dos 4 ocupantes, apenas 2 sobreviveram.[43]
- 2006 - No dia 27 de abril, um helicóptero Bell 206 JetRanger, de matrícula PT-HOQ, pertencente à empresa Plana Brasil, contratado pela Eletropaulo decolou do aeroporto para um voo de inspeção de rede elétrica sobre linhas de transmissão da subestação da Lapa, bairro da zona oeste de São Paulo. Observadores informaram que a aeronave aparentemente desviou-se de seu trajeto normal para tentar um pouso de emergência, a mesma chocou-se contra telhado de um prédio e em seguida com uma via pública havendo uma explosão. Os três ocupantes faleceram no acidente.[44]
- 2007 - Em 4 de novembro, um jato Learjet 35, de matrícula PT-OVC, caiu sobre imóveis residenciais do bairro da Casa Verde minutos após decolar do Campo de Marte. O acidente deixou oito pessoas mortas, dentre elas os dois pilotos e uma família moradora de um dos imóveis atingidos.[45]
- 2010 - Na manhã do dia 4 de novembro, um helicóptero Robinson R22, de matrícula PT-HOL, da escola Go Air Escola de Aviação Civil, após um voo de instrução, sofreu uma colisão contra o solo do aeroporto durante o táxi de regresso. O instrutor saiu ileso e o aluno sofreu lesões leves.[46]
- 2012 - No dia 2 de junho, um monomotor Piper Arrow II, de matrícula PT-KRF, se acidentou cerca de 10 minutos após decolar do Campo de Marte. A aeronave colidiu contra as copas de árvores em uma área rural, no Bairro Parque de Taipas. Havia apenas o piloto a bordo, que não resistiu ao impacto. A aeronave pertencia ao Aeroclube de São Paulo.[47]
- 2012 - Em 11 de julho, um helicóptero Robinson R22, de matrícula PT-HOL, decolou do Campo de Marte com instrutor e aluno a bordo para realizar uma missão de treinamento. Após 45 minutos de treinamento, ao regressar, a aeronave sofreu com perda de potência e dificuldade no controle direcional e acabou se chocando com o telhado de um galpão da empresa Transnovac, a cerca de 5 km a oeste do Campo de Marte. Os tripulantes sofrerem lesões fatais. O helicóptero era operado pela Go Air Escola de Aviação Civil. Essa mesma aeronave já havia se acidentado no final de 2010.[48]
- 2016 - No dia 19 de março, uma aeronave experimental, Comp Air 9, de matrícula PR-ZRA, caiu sobre uma residência na Casa Verde. A aeronave caiu na Rua Frei Machado, 110, perto da Avenida Brás Leme, ao lado do Campo de Marte. O acidente causou a morte de 7 vítimas, todas ocupantes do avião, sendo uma delas o proprietário Roger Agnelli, ex-presidente da Vale.[49]
- 2016 - Em 27 de março, um helicóptero Robinson R22, de matrícula PR-JRJ, tombou em um voo de instrução quando o instrutor e a aluna faziam um treinamento a cerca de 1 metro do chão quando então houve uma forte rajada de vento. Ambos sofreram ferimentos leves. A aeronave pertencia à Escola de Aviação Civil do ABC.[50]
- 2018 - No dia 29 de julho, um avião bimotor turboélice, Beechcraft C90GTi King Air, de matrícula PP-SZN, fabricado em 2008, e de propriedade da empresa Videplast caiu em chamas por volta das 18h na terceira tentativa de pouso, após problemas no trem de pouso. Havia sete pessoas a bordo. O piloto identificado como Antonio Traversi, não sobreviveu.[51]
- 2018 - Em 30 de novembro, um avião monomotor Cessna 210, de matrícula PR-JEE, caiu sobre casas no bairro da Casa Verde. A aeronave caiu pouco depois de decolar do aeroporto Campo de Marte. O acidente deixou ao menos dois mortos e 13 feridos, segundo o Corpo de Bombeiros. A queda aconteceu a cerca de 100 metros de um posto de combustíveis que foi interditado.[52]
- 2019 - No dia 31 de outubro, uma aeronave monomotor Beechcraft Bonanza A36, de matrícula PP-CVJ, teve problemas na decolagem. A aeronave sofreu uma abortagem e foi parar no canteiro da cabeceira 30, próximo à avenida Santos Dumont.[53][54]
- 2019 - Por volta das 6h00 do dia 2 de dezembro, um avião bimotor turboélice, Beechcraft C90GT King Air, de matrícula PP-BSS, chocou-se contra a Serra da Cantareira instantes antes do pouso. A aeronave havia decolado do Aeroporto de Jundiaí e tinha como destino o Campo de Marte.[55]
- 2020 - No final da tarde do dia 8 de julho, uma aeronave bimotora Beechcraft Baron, de matrícula PR-OFI, procedente de Ubatuba – litoral norte de São Paulo – informou estar com falha no motor e solicitou aproximação monomotor para o Campo de Marte. Durante o procedimento para pouso, o piloto decidiu arremeter. A aeronave colidiu contra o solo, na Avenida Braz Leme, logo após a cabeceira 12. O piloto sofreu lesões fatais.[56]
- 2021 - No dia 3 de maio, um helicóptero Robinson R22, de matrícula PT-HUD, operado pela AGD Aviation Formação de Pilotos, decolou do Campo de Marte a fim de realizar um voo de instrução local, com um instrutor e um aluno a bordo. Durante a demonstração do exercício de pouso e decolagem em terreno inclinado, a aeronave colidiu contra o solo. A mesma teve danos substanciais. Os tripulantes sofreram lesões leves.[57]
- 2022 - Na manhã do dia 20 de setembro, por volta das 06h05, durante o pouso, um helicóptero modelo Esquilo, de matrícula PR-SMV - da Polícia Civil do Estado de São Paulo - perdeu o de controle e veio a colidir com o solo. Os cinco ocupantes nada sofreram. A aeronave teve danos substanciais.[58]
- 2025 - Na manhã do dia 7 de fevereiro um avião de pequeno porte modelo King Air que saiu do aeroporto caiu na Avenida Marquês de São Vicente, na altura do número 1.874, na Barra Funda, Zona Oeste de São Paulo. Aeronave tentou pousar na avenida, mas atingiu um ônibus, causando uma explosão. Duas pessoas que estavam no avião morreram carbonizadas, identificadas como o advogado Márcio Louzada Carpena, proprietário da aeronave, e o piloto Gustavo Medeiros. Outras sete pessoas foram socorridas em solo, incluindo o motorista do ônibus e um motociclista atingido por estilhaços..[59]

### Eventos
O aeroporto sediou diversos eventos emblemáticos ao longo de sua história. No dia 12 de julho de 2003, houve a gravação do 6° CD e DVD do grupo de música gospel Diante do Trono intitulado Quero me Apaixonar, que reuniu cerca de 2 milhões de espectadores, segundo a Polícia Militar. Em 2006 o aeroporto foi cenário da nona edição do reality show estadunidense The Amazing Race, seus participantes embarcavam em helicópteros à procura de emblemáticos edifícios paulistanos.
A canonização do beato brasileiro Frei Galvão ocorreu no dia 11 de maio de 2007 durante a visita do Papa Bento XVI à cidade de São Paulo. A missa campal foi realizada no aeroporto. Com a canonização, Frei Galvão é o primeiro santo nascido em território brasileiro; houve a presença de milhares de fiéis vindos de todas as partes da América Latina e com transmissão ao vivo para todo o país.
No aeroporto acontece anualmente o Domingo Aéreo no Parque de Material Aeronáutica de São Paulo que é um conjunto de exposições estáticas de aeronaves, lojas de artigos relacionados à aviação e shows aéreos como: saltos de paraquedistas, acrobacias aéreas, passagem de caças supersônicos F-5EM Tiger II da Força Aérea Brasileira e apresentações da Esquadrilha da Fumaça.
No Domingo Aéreo do ano de 1991 ocorreu a apresentação de 2 aeronaves comerciais (com direito à passagem baixa de ambos): do Lockheed L-188 Electra II da Varig (matrícula PP-VNJ) e do Fokker 100 da TAM (matrícula PT-MRB), sendo as maiores aeronaves a pousarem no aeroporto.
O aeroporto também já recebeu festivais de música como o Circuito Banco do Brasil (2013 e 2014), Summer Break Festival (2013) e Planeta Terra Festival (2013), além de um show do Black Sabbath, em conjunto com a banda norte-americana Megadeth.

## Atualidade
O aeroporto continua a ser um dos principais centros de aviação geral e executiva do Brasil, desempenhando um papel crucial no transporte aéreo da cidade, operando exclusivamente com aviação geral, executiva e táxi aéreo. Com uma única pista pavimentada de 1.600 metros, o aeroporto é especialmente adequado para operações de aeronaves de pequeno e médio porte, permitindo pousos e decolagens noturnos devido ao sistema de balizamento noturno, que permite operações da aviação executiva até as 22 horas. A pista possui recuos nas duas cabeceiras: 150 metros na CAB 30 e 300 metros na CAB 12, além de um heliponto. É o quinto do país — após Congonhas, Guarulhos, Brasília e Galeão — em maior movimento operacional.
O sítio aeroportuário abriga 23 hangares dedicados à aviação geral, três postos de abastecimento de aeronaves (PAA) e 35 concessionários, o que destaca sua capacidade para atender a diversas necessidades operacionais. O sistema de pistas inclui várias pistas de táxi (TWY), como a TWY-C (29 x 40,40), TWY-M (17,2 x 137,60), e muitas outras, proporcionando flexibilidade e eficiência em suas operações cotidianas. A área patrimonial do aeroporto é de 2.113.667 m², com portões de acesso importantes, como o Portão 1 (Beta 2), garantindo controle e segurança.
A infraestrutura do aeroporto também inclui um pátio com 1.784 m² e um Terminal de Passageiros (TPS) de 1.220 m², que, embora pequeno, é funcional para suas operações de aviação geral. A presença de diversas pistas de táxi e um sistema bem organizado de portões e acessos mantém o Campo de Marte eficiente e preparado para um fluxo constante de voos executivos e de táxi aéreo.
Sedia o Aeroclube de São Paulo, que foi inaugurado oficialmente em 8 de junho de 1931, uma das mais antigas escolas de aviação civil em funcionamento no país, conta também com a Associação dos Concessionários, Empresas Aeronáuticas Intervenientes e Usuários do Aeroporto Campo de Marte, onde listam integrantes e serviços prestados no mesmo.
Além das atividades aeroportuárias e da escola de aviação, o Campo de Marte abriga o Serviço Aerotático da Polícia Civil e o Grupamento de Rádio Patrulha Aérea da Polícia Militar, sem contar órgãos da Força Aérea Brasileira, como a Subdiretoria de Abastecimento, o Centro de Logística da Aeronáutica, o Parque de Material Aeronáutico de São Paulo e o Hospital de Força Aérea de São Paulo (HFASP).
Em maio de 2024, um novo capítulo na história do Campo de Marte foi escrito com a criação do Parque Municipal Campo de Marte. Publicado no Diário Oficial através do Decreto Nº 63.374, o parque foi estabelecido em uma área verde vizinha ao aeroporto. Com uma área de 385.883 m², o parque promete ser um marco na restauração ecológica, incluindo a recomposição da mata ciliar ao longo dos córregos Tenente Rocha e Baruel. Este espaço verde é notável pela presença de espécies raras, como a canela (Nectandra nitidula) e a arbustiva Heterocondylus vitalbae, além de abrigar 112 espécies silvestres. A criação do parque não só amplia o acesso popular ao lazer, cultura e ensino, mas também integra a proposta de preservação ambiental no Plano Diretor Estratégico do Município, reforçando o compromisso com a sustentabilidade e a biodiversidade urbana.
No domingo, 29 de setembro de 2024, o Aeroporto Campo de Marte foi palco de um evento marcante e inédito. Durante o "Portões Abertos", organizado pela Força Aérea Brasileira (FAB) no Parque de Material Aeronáutico de São Paulo (PAMA-SP), um avião da Latam fez um sobrevoo histórico. Por volta das 11h20, o Airbus A320neo da Latam Brasil, matrícula PR-XBG, decorado com uma pintura especial em homenagem à sua atuação no Brasil, realizou uma passagem espetacular sobre a pista do aeroporto. Durante a primeira passagem, os pilotos realizaram o tradicional balançar de asas, uma saudação na aviação que cativou o público. O evento "Portões Abertos" ofereceu um espetáculo aéreo ao longo do dia, com acrobacias de aeronaves e helicópteros, e apresentações dos caças F-5. A Esquadrilha da Fumaça foi a grande atração, encerrando o evento em grande estilo. Com uma expectativa de público superior a 100 mil pessoas, o evento gratuito proporcionou uma rara oportunidade de interação e apreciação da aviação para todos os presentes.

### Movimento
| Year  | Passageiros | Aeronaves   | Carga (t) |
| ----- | ----------- | ----------- | --------- |
| 2024  | ----        | 58,304      | ----      |
| 2023a | 66,445      | 35,796      | 0         |
| 2022  | 103,361 7%  | 57,194 3%   | 0         |
| 2021  | 96,897 29%  | 55,671 21%  | 0         |
| 2020  | 75,171 22%  | 45,988 27%  | 0         |
| 2019  | 96,735 19%  | 63,281 13%  | 0         |
| 2018  | 118,872     | 72,376 5%   | 0         |
| 2017  | 118,984 5%  | 69,137 3%   | 0         |
| 2016  | 125,324 17% | 71,044 24%  | 0         |
| 2015  | 151,275 18% | 93,354 20%  | 0         |
| 2014  | 185,494 25% | 116,924 13% | 0         |
| 2013  | 246,087 42% | 135,155 6%  | 0         |
| 2012  | 427,160 10% | 143,799 8%  | 0         |
| 2011  | 388,100 7%  | 133,509 9%  | 0         |
| 2010  | 361,984 16% | 123,009 18% | 0         |
| 2009  | 312,460 16% | 104,502 2%  | 0 100%    |
| 2008  | 269,498 17% | 102,088 9%  | 252 22%   |
| 2007  | 230,276     | 93,452      | 206       |